# London City Lionesses Football Club
Il London City Lionesses Football Club, citato più semplicemente come London City Lionesses, è una squadra di calcio femminile inglese professionistica con sede a Dartford, nel Kent.
La società, fondata nel maggio 2019 come club indipendente dal Millwall Lionesses per l'edizione 2025-2026 è iscritta alla Women's Super League, livello di vertice del campionato inglese.

## Storia
Il 13 maggio 2019 la sezione femminile del Millwall F.C. decide di fondare una squadra indipendente dal Millwall Lionesses. Dal 29 giugno del medesimo anno, dunque, viene annunciato che la squadra sarà iscritta alla FA Women's Championship a partire dalla stagione seguente.

## Organico

### Rosa 2024-2025
Rosa, ruoli e numeri di maglia estratti dal sito societario aggiornati al 23 gennaio 2025.
| N. |                          | Ruolo | Calciatrice        |
| -- | ------------------------ | ----- | ------------------ |
| 1  | Irlanda (bandiera)       | P     | Grace Moloney      |
| 2  | Nuova Zelanda (bandiera) | D     | Grace Neville      |
| 3  | Scozia (bandiera)        | D     | Emma Mukandi       |
| 4  | Inghilterra (bandiera)   | D     | Georgia Brougham   |
| 5  | Inghilterra (bandiera)   | D     | Teyah Goldie       |
| 6  | Inghilterra (bandiera)   | D     | Megan Campbell     |
| 7  | Inghilterra (bandiera)   | C     | Shen Mengyu        |
| 8  | Inghilterra (bandiera)   | C     | Connie Scofield    |
| 9  | Svezia (bandiera)        | A     | Kosovare Asllani   |
| 10 | Inghilterra (bandiera)   | C     | Gesa Marashi       |
| 11 | Inghilterra (bandiera)   | A     | Tinaya Alexander   |
| 12 | Inghilterra (bandiera)   | P     | Hermione Cull      |
| 13 | Camerun (bandiera)       | C     | Charlène Meyong    |
| 14 | Spagna (bandiera)        | C     | María Pérez Rabaza |
| 15 | Svezia (bandiera)        | C     | Sofia Jakobsson    |

| N. |                        | Ruolo | Calciatrice            |
| -- | ---------------------- | ----- | ---------------------- |
| 16 | Svezia (bandiera)      | C     | Julia Roddar           |
| 17 | Inghilterra (bandiera) | A     | Lucy Fitzgerald        |
| 18 | Inghilterra (bandiera) | A     | Danielle Carter        |
| 19 | Finlandia (bandiera)   | A     | Lotta Lindström        |
| 20 | Inghilterra (bandiera) | D     | Maddi Wilde            |
| 22 | Inghilterra (bandiera) | D     | Cerys Brown            |
| 23 | Inghilterra (bandiera) | A     | Isobel Goodwin         |
| 25 | Nigeria (bandiera)     | D     | Rofiat Imuran          |
| 27 | Stati Uniti (bandiera) | D     | Corinne Henson         |
| 28 | Inghilterra (bandiera) | P     | Sophie Hillyerd        |
| 31 | Irlanda (bandiera)     | C     | Ruesha Littlejohn      |
| 32 | Inghilterra (bandiera) | P     | Emily Orman            |
| 33 | Inghilterra (bandiera) | A     | Chantelle Boye-Hlorkah |
|    | Giappone (bandiera)    | C     | Saki Kumagai           |

## Organici passati

### Rosa 2023-2024
Rosa, ruoli e numeri di maglia estratti dal sito societario aggiornati al 18 agosto 2023.
| N. |                          | Ruolo | Calciatrice      |
| -- | ------------------------ | ----- | ---------------- |
| 1  | Irlanda (bandiera)       | P     | Grace Moloney    |
| 2  | Nuova Zelanda (bandiera) | D     | Grace Neville    |
| 3  | Scozia (bandiera)        | D     | Emma Mukandi     |
| 4  | Inghilterra (bandiera)   | D     | Georgia Brougham |
| 6  | Venezuela (bandiera)     | C     | Sonia O'Neill    |
| 7  | Inghilterra (bandiera)   | D     | Lois Joel        |
| 8  | Inghilterra (bandiera)   | C     | Connie Scofield  |
| 11 | Inghilterra (bandiera)   | A     | Tinaya Alexander |
| 12 | Inghilterra (bandiera)   | P     | Hermione Cull    |

| N. |                          | Ruolo | Calciatrice            |
| -- | ------------------------ | ----- | ---------------------- |
| 13 | Nuova Zelanda (bandiera) | A     | Paige Satchell         |
| 17 | Inghilterra (bandiera)   | A     | Lucy Fitzgerald        |
| 18 | Inghilterra (bandiera)   | A     | Danielle Carter        |
| 20 | Inghilterra (bandiera)   | D     | Maddi Wilde            |
| 28 | Inghilterra (bandiera)   | P     | Sophie Hillyerd        |
| 31 | Irlanda (bandiera)       | C     | Ruesha Littlejohn      |
| 33 | Inghilterra (bandiera)   | A     | Chantelle Boye-Hlorkah |
| 71 | Irlanda (bandiera)       | C     | Niamh Farrelly         |

### Rosa 2022-2023
Rosa, ruoli e numeri di maglia estratti dal sito societario aggiornati al 13 novembre 2022.
| N. |                        | Ruolo | Calciatrice                  |
| -- | ---------------------- | ----- | ---------------------------- |
| 2  | Inghilterra (bandiera) | D     | Grace Neville                |
| 4  | Inghilterra (bandiera) | C     | Charlotte Fleming            |
| 6  | Scozia (bandiera)      | D     | Carly Girasoli               |
| 7  | Inghilterra (bandiera) | A     | Lucy Shepherd                |
| 8  | Inghilterra (bandiera) | C     | Amy Rodgers (co-capitano)    |
| 9  | Irlanda (bandiera)     | A     | Rianna Jarrett               |
| 10 | Irlanda (bandiera)     | C     | Lily Agg                     |
| 11 | Scozia (bandiera)      | A     | Jamie-Lee Napier             |
| 12 | Inghilterra (bandiera) | P     | Hermione Cull                |
| 14 | Inghilterra (bandiera) | D     | Harley Bennett (co-capitano) |
| 15 | Irlanda (bandiera)     | D     | Hayley Nolan                 |

| N. |                        | Ruolo | Calciatrice              |
| -- | ---------------------- | ----- | ------------------------ |
| 16 | Inghilterra (bandiera) | A     | Karin Muya               |
| 17 | Inghilterra (bandiera) | C     | Lucy Fitzgerald          |
| 18 | Inghilterra (bandiera) | P     | Anna Pedersen            |
| 19 | Scozia (bandiera)      | A     | Sarah Ewens              |
| 20 | Giamaica (bandiera)    | C     | Atlanta Primus           |
| 22 | Inghilterra (bandiera) | D     | Lois Joel                |
| 24 | Inghilterra (bandiera) | A     | Shanade Hopcroft         |
| 25 | Scozia (bandiera)      | D     | Lois Heuchan             |
| 26 | Inghilterra (bandiera) | C     | Sokhara Goodall          |
| 27 | Inghilterra (bandiera) | A     | Katie Kitching           |
| 30 | Stati Uniti (bandiera) | P     | Shae Yanez (co-capitano) |

### Rosa 2021-2022
| N. |                        | Ruolo | Calciatrice                  |
| -- | ---------------------- | ----- | ---------------------------- |
| 2  | Inghilterra (bandiera) | D     | Grace Neville                |
| 3  | Inghilterra (bandiera) | D     | Melis Mehmet                 |
| 4  | Inghilterra (bandiera) | C     | Charlotte Fleming            |
| 5  | Inghilterra (bandiera) | D     | Hannah Short                 |
| 6  | Scozia (bandiera)      | D     | Carly Girasoli               |
| 7  | Irlanda (bandiera)     | C     | Alli Murphy                  |
| 8  | Inghilterra (bandiera) | C     | Amy Rodgers                  |
| 9  | Irlanda (bandiera)     | A     | Rianna Jarrett               |
| 10 | Inghilterra (bandiera) | C     | Lily Agg                     |
| 11 | Scozia (bandiera)      | D     | Jamie-Lee Napier             |
| 12 | Inghilterra (bandiera) | C     | Mollie Rouse                 |
| 14 | Inghilterra (bandiera) | D     | Harley Bennett (co-capitano) |

| N. |                        | Ruolo | Calciatrice              |
| -- | ---------------------- | ----- | ------------------------ |
| 15 | Irlanda (bandiera)     | C     | Hayley Nolan             |
| 16 | Inghilterra (bandiera) | A     | Karin Muya               |
| 17 | Inghilterra (bandiera) | C     | Lucy Fitzgerald          |
| 18 | Inghilterra (bandiera) | P     | Anna Pedersen            |
| 19 | Polonia (bandiera)     | C     | Wiktoria Fronc           |
| 20 | Giamaica (bandiera)    | A     | Atlanta Primus           |
| 21 | Inghilterra (bandiera) | C     | Annie Rossiter           |
| 23 | Inghilterra (bandiera) | C     | Lilly Pursey             |
| 25 | Bermuda (bandiera)     | C     | Kenni Thompson           |
| 28 | Inghilterra (bandiera) | C     | Brooke Nunn              |
| 30 | Stati Uniti (bandiera) | P     | Shae Yanez (co-capitano) |

### Rosa 2019-2020
Rosa, ruoli e numeri di maglia estratti dal sito societario aggiornati al 16 dicembre 2019.
| N. |                        | Ruolo | Calciatrice       |
| -- | ---------------------- | ----- | ----------------- |
| 1  | Inghilterra (bandiera) | P     | Lucy Thomas       |
| 2  | Inghilterra (bandiera) | D     | Chantelle Mackie  |
| 3  | Inghilterra (bandiera) | D     | Leanne Cowan      |
| 4  | Inghilterra (bandiera) | C     | Poppy Wilson      |
| 5  | Inghilterra (bandiera) | D     | Hannah Short      |
| 6  | Inghilterra (bandiera) | D     | Ylenia Priest     |
| 7  | Albania (bandiera)     | C     | Elizabeta Ejupi   |
| 8  | Inghilterra (bandiera) | A     | Freda Ayisi       |
| 9  | Inghilterra (bandiera) | A     | Gabby Ravenscroft |
| 10 | Finlandia (bandiera)   | A     | Juliette Kemppi   |
| 11 | Inghilterra (bandiera) | A     | Evie Clarke       |
| 12 | Inghilterra (bandiera) | D     | Grace Neville     |
| 14 | Inghilterra (bandiera) | A     | Kallie Balfour    |

| N. |                        | Ruolo | Calciatrice     |
| -- | ---------------------- | ----- | --------------- |
| 15 | Inghilterra (bandiera) | D     | Vyan Sampson    |
| 16 | Inghilterra (bandiera) | C     | Harley Bennett  |
| 17 | Inghilterra (bandiera) | C     | Lucy Fitzgerald |
| 18 | Inghilterra (bandiera) | C     | Ellie Mason     |
| 19 | Inghilterra (bandiera) | A     | Lily Agg        |
| 20 | Inghilterra (bandiera) | C     | Annie Rossiter  |
| 21 | Inghilterra (bandiera) | C     | Flo Fyfe        |
| 22 | Inghilterra (bandiera) | A     | Eden Bailey     |
| 23 | Inghilterra (bandiera) | C     | Amber Gaylor    |
| 24 | Inghilterra (bandiera) | C     | Ellie Arnold    |
| 25 | Paesi Bassi (bandiera) | A     | Vanessa Susanna |
| 26 | Inghilterra (bandiera) | C     | Charlotte Gurr  |

## Statistiche

### Partecipazione ai campionati
| Livello | Categoria            | Partecipazioni | Debutto   | Ultima stagione | Totale |
| ------- | -------------------- | -------------- | --------- | --------------- | ------ |
| 2º      | Women's Championship | 6              | 2019-2020 | 2024-2025       | 6      |